# Das späte Mädchen (1951)
Das späte Mädchen ist ein deutscher Spielfilm aus dem Jahre 1951, der tragische mit komischen Momenten in sich vereint. Unter der Regie von Hans Hinrich spielt Carsta Löck die Titelrolle. An ihrer Seite übernahm Hans Nielsen die männliche Hauptrolle.

## Handlung
Ernestine Stengel arbeitet als Hausdame in einem kleinen norddeutschen Hotel, das von den Gästen vor allem gern am Wochenende aufgesucht wird. Sie ist noch immer ledig und, altersmäßig betrachtet, nicht mehr ganz „taufrisch“, oder wie man zu sagen pflegt, ein „spätes Mädchen“. So zumindest tauft sie der Dauergast Dr. Hans Ahlgrimm, ein Schriftsteller, der sich von Ernestines Existenz zu seinem gleichnamigen Roman inspirieren lässt. Ernestine hat in ihrem Dasein als gute Seele des Hauses ihr eigenes Leben und damit auch ihr Liebesglück vergessen bzw. verpasst. Ahlgrimm, der ihr gut gefällt, widerspiegelt all ihre Träume; in Ernestines Augen ist er eine schillernde Figur, der, anders als sie, mutmaßlich das Leben und die „große, weite Welt“ da draußen kennt.
Eines Tages findet auch Ernestine ihr kleines Glück und zwar monetärer Art: Sie gewinnt beim Toto-Spiel. Da sie dem Schriftsteller sehr zugetan ist, möchte Ernestine einen Teil ihres Toto-Gewinns dafür einsetzen, dass Ahlgrimm seinen Roman veröffentlichen kann. Doch sie ist von dem Inhalt ziemlich enttäuscht, denn sie sieht sich selbst nicht richtig getroffen. Enttäuscht verlässt sie den Ort und das Hotel und geht in die „große Stadt“. Hier will sie mit ihrem verbliebenen Gewinn ein kleines eigenes Café eröffnen. Doch ihr Teilhaber erweist sich als Ganove und betrügt Ernestine, sodass sie schließlich reumütig ins Hotel zurückkehrt. Hier wartet schon ihr schriftstellernder Traummann auf sie, der sie schließlich vor den Traualtar führen wird. Von nun an ist sie als Ernestine Ahlgrimm kein „spätes Mädchen“ mehr. 

## Produktionsnotizen
Das späte Mädchen entstand im Frühling 1951 in München-Geiselgasteig sowie im Behelfsatelier Tegernsee (Studioaufnahmen). Die Außenaufnahmen wurden auf Gut Hornberg bei Celle hergestellt. Die Uraufführung fand am 24. August 1951 in Hamburg und Berlin statt. 
Willi Wiesner, dessen letzter Film dies für seine eigene Firma, die Hamburger Rondo-Film, war, übernahm mit Helmut Ungerland auch die Produktionsleitung. Hans Ledersteger entwarf die von Ernst Richter umgesetzten Filmbauten. Conny Carstennsen war Aufnahmeleiter.

## Kritik
Das Lexikon des Internationalen Films urteilte knapp: „Zähe Komödie aus dem norddeutschen Sprachraum.“